# Ægtemand for en Time
Ægtemand for en Time er en kortfilm instrueret af Lau Lauritzen Sr. efter manuskript af Valdemar Andersen.